# 緬傑利河
緬傑利河是俄羅斯的河流，屬於克季河的右支流，由克拉斯諾亞爾斯克邊疆區負責管轄，河道全長366公里，流域面積3,800平方公里，河水主要來自融雪，流經西西伯利亞平原。